# Leptolalax khasiorum
Leptolalax khasiorum es una especie de anfibio anuro de la familia Megophryidae.

## Distribución geográfica
Esta especie es endémica de las montañas Khasi en el estado de Meghalaya en la India.

## Etimología
Esta especie lleva su nombre en referencia al lugar de su descubrimiento, las montañas Khasi.

## Publicación original
- Das, Lyngdoh Tron, Rangad & Hooroo, 2010 : A new species of Leptolalax (Anura: Megophryidae) from the sacred groves of Mawphlang, Meghalaya, north-eastern India. Zootaxa, n.º 2339, p. 44–56.[3]